# III. Msztyiszláv kijevi nagyfejedelem
III. Msztyiszláv Romanovics, a keresztségben Borisz (oroszul: Мстислав Романович Старый), (1156 körül – 1223. június 2.) kijevi nagyfejedelem 1214-től haláláig.
I. Roman fiaként született. 1197-ben Dávid Rosztyiszlavics halála után örökölte a Szmolenszki fejedelemséget. 1214-ben unokatestvére, Msztyiszláv Msztyiszlavics novgorodi fejedelem segítségével kaparintotta meg a Kijev feletti hatalmat. Uralkodása alatt új fenyegető ellenség jelent meg az orosz határokon: a mongolok. III. Msztyiszláv és Msztyiszláv Msztyiszlavics összehívta az orosz fejedelmeket Kijevben, hogy felkészüljenek a támadásra. 1223. május 31-én a Kalka menti csatában az egyesült orosz seregek vereséget szenvedtek a mongoloktól. Maga III. Msztyiszláv nem vett részt az ütközetben, a folyó jobb partján lévő erődített táborában maradt. Azonban a mongolok a csata után 3 nappal elfogták és megölték.

## Fordítás
- Ez a szócikk részben vagy egészben  a(z)   Мстислав Романович Старый című orosz Wikipédia-szócikk fordításán alapul.  Az eredeti cikk szerkesztőit annak laptörténete sorolja fel. Ez a jelzés csupán a megfogalmazás eredetét és a szerzői jogokat jelzi, nem szolgál a cikkben szereplő információk forrásmegjelöléseként.